# Trường An

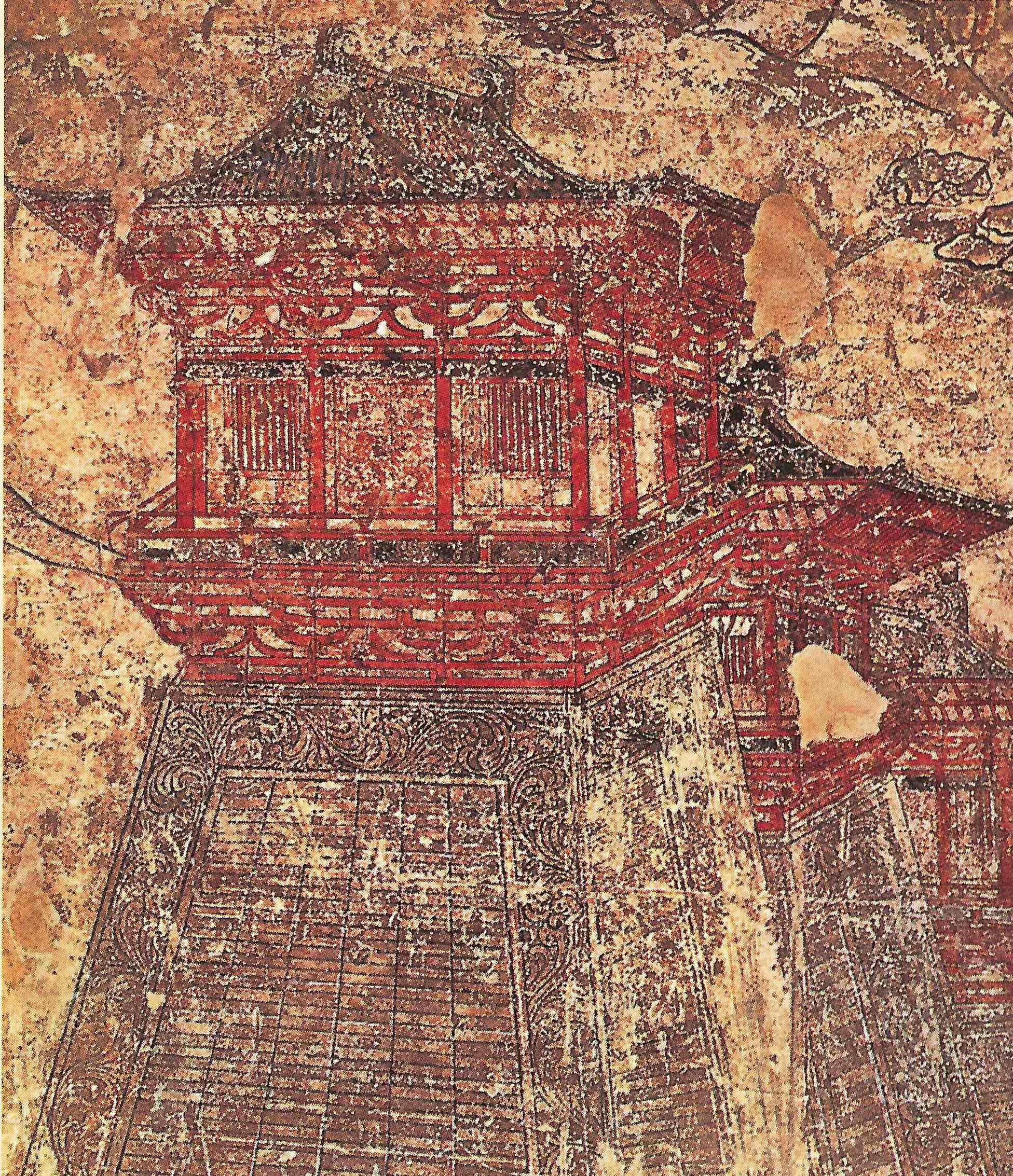
Khuyết dọc theo tường thành Tràng An, mô tả trên tường trong lăng mộ của Lý Trọng Nhuận (682-701) tại Can lăng

Trường An (giản thể: 长安; phồn thể: 長安; bính âm: Cháng'ānⓘ; Wade–Giles: Ch'ang-an) hay cũng gọi được là Tràng An là kinh đô của 13 triều đại trong lịch sử Trung Quốc. Trường An có nghĩa là "bình yên bền lâu" trong tiếng Hán. Trong thời gian tồn tại ngắn ngủi của nhà Tân, thành được đổi tên là "Thường An" (tiếng Trung: 常安; bính âm: Cháng'ān); sau khi triều đại này sụp đổ vào năm 23, tên cũ được khôi phục. Vào thời nhà Minh, tên của thành được đổi thành Tây An, và tên gọi này được duy trì cho đến nay.
Loài người đã định cư tại khu vực Trường An từ thời đại đồ đá mới, khi văn hóa Ngưỡng Thiều được hình thành tại Bán Pha ở ngoại thành. Cũng tại vùng lân cận phía bắc của Tây An ngày nay, người ta đã phát hiện được lăng mộ của Tần Thủy Hoàng với đội quân đất nung nổi tiếng bảo vệ cho ông.
Từ kinh đô Hàm Dương ở ngay phía tây Tây An ngày nay, nhà Tần đã cai trị một khu vực rộng lớn hơn bất kỳ lãnh thổ của triều đại Trung Quốc nào trước đó. Hoàng thành Trường An thời nhà Hán nằm ở tây bắc của Tây An hiện nay. Dưới thời nhà Đường, khu vực được gọi là Trường An nằm trong diện tích bên trong thành Tây An thời Minh, cộng với một số khu vực nằm ở phía đông và phía tây của nó, và một phần lớn khu vực ngoại ô phía nam. Suốt thời nhà Đường, Trường An có quy mô lớn hơn 8 lần so với thành Tây An thời Minh. Trong thời gian hoàng kim của mình, Trường An từng là thành phố lớn nhất và đông dân nhất thế giới. Khoảng năm 750, Trường An được gọi là "thành phố triệu dân" trong sử sách Trung Quốc, trong khi các ước tính hiện đại cho rằng trong thành nội có khoảng 800.000–1.000.000 dân. Theo điều tra dân số vào năm 742 được ghi trong Tân Đường thư, đếm được 362.921 hộ với 1.960.188 người tại Kinh Triệu phủ (京兆府), vùng đô thị bao gồm cả các thành nhỏ lân cận.

## Tầm quan trọng chiến lược và kinh tế của Trường An cổ đại
Tầm quan trọng chiến lược và kinh tế của Trường An chủ yếu là do vị trí trung tâm của nó. Các con đường dẫn đến Cam Túc, Tứ Xuyên, Hà Nam, Hồ Bắc và Sơn Tây đều hội tụ ở đây. Vùng núi non xung quanh thung lũng Vị Hà khiến chỉ có hai tuyến đường khả dụng để đi về phía nam, và hai tuyến đi sang Cam Túc ở phía tây, tạo thành điểm khởi đầu của Con đường tơ lụa thời cổ:
- Từ Trường An đến Thành Đô (Tứ Xuyên), 2300 lý (1233 km)
- Từ Trường An đến Lan Châu (Cam Túc), 1470 lý (628 km)
- Từ Trường An đến Cáp Mật (Tân Cương), 4480 lý (2403 km)
- Từ Trường An đến Y Ninh (Tân Cương), 8020 lý (4302 km)
- Từ Trường An đến Toa Xa (Tân Cương), 9250 lý (4962 km)
- Từ Trường An đến Bắc Kinh, 1832 lý (875 km).[3]